# Мбурукунда, Жозеф
Жозеф Мбурукунда (фр. Joseph M'Bouroukounda; 7 сентября 1938, Омбуэ — 25 сентября 2017, Либревиль) — габонский боксёр. Участник летних Олимпийских игр 1972 года. Первый спортсмен, представлявший Габон на Олимпийских играх.

## Биография
Жозеф Мбурукунда родился 7 сентября 1938 года в деревне Фернан-Ваз во Французской Экваториальной Африке (сейчас город Омбуэ в Габоне) в христианской семье.
В юности перебрался в столицу Французской Экваториальной Африки Браззавиль, где окончил школу изящных искусств и начал заниматься боксом.
Около 1960 года отправился во Францию изучать искусства. Здесь он выигрывал чемпионаты районов Парижа по боксу.
Вернувшись в 1967 году получивший независимость Габон, жил в Либревиле.
В 1972 году вошёл в состав сборной Габона на летних Олимпийских играх в Мюнхене. В весовой категории до 57 кг в 1/32 финала проиграл Руди Фогелю из Швейцарии раздельным решением судей — 2:3.
Мбурукунда стал первым спортсменом, представлявшим Габон на Олимпийских играх, и оставался единственным в стране олимпийцем до 1984 года.
Вскоре после Олимпиады завершил выступления. Работал тренером по боксу. В 1975—1978 и с 1985 года был президентом Федерации бокса Габона.
Вплоть до выхода на пенсию преподавал рисование.
В последние годы потерял зрение, а затем память.
Умер 25 сентября 2017 года в Либревиле.

## Семья
Внучатый племянник — Янник Митумба (род. 1986), габонский боксёр. Участвовал в летних Олимпийских играх 2012 года.